# ولبوی
ولبوی (اوکراینی: Антон Олександрович Вельбой؛ زادهٔ ۹ ژوئن ۲۰۰۰) خواننده اهل اوکراین است. وی از سال ۲۰۱۹ میلادی تاکنون مشغول فعالیت بوده‌است.